# Rhabdodemania striata
Rhabdodemania striata is een rondwormensoort uit de familie van de Rhabdodemaniidae.